# Roger Sclavo
Roger Sclavo (en italien : Ruggero Sclavo ; en latin : Rogerius Sclavus) est un noble du royaume de Sicile qui fut l'un des chefs de la révolte qui, en 1160, visait à renverser le roi Guillaume Ier de Sicile.

## Origines
Roger Sclavo est un noble sicilien issu de la vieille noblesse lombarde. Il est le petit-fils d'un frère de Adélaïde de Montferrat († 1118), dernière épouse du 1er comte normand de Sicile, Roger de Hauteville († 1101).

## Biographie
Roger Sclavo, appartenant à la famille des Aleramici, est le petit-fils de Henri Aleramici (Enrico Aleramico), et le fils illégitime de Simon Aleramici (Simone Aleramico), comte (avant 1139) de la cité de Butera et des Lombards de Sicile. En 1160, il devient comte de Butera. Peu après, il décide de s'allier au comte Tancrède de Lecce (futur roi de Sicile) et de se révolter à l'automne contre le roi Guillaume Ier de Sicile, bientôt surnommé le « Mauvais ». Il s'agissait d'une révolte dirigeait par certains barons qui visaient à renverser le roi. Avec Tancrède, neveu du roi, et l'aide des Lombards de Sicile, il commence par s'attaquer aux musulmans de l'île, saccageant et pillant leurs territoires et habitations, et faisant un grand massacre. Guillaume, furieux, intervient assez rapidement, malgré un caractère qualifié d'« indolent ». Le roi rassemble une armée formée de musulmans (Sarrasins) et se dirige vers Piazza Armerina et Butera (où se sont réfugiés Roger et Tancrède), qui seront facilement prises et rasées. Les Lombards durement réprimés, Roger et Tancrède n'ont d'autre choix que de se soumettre (1161). Les zones d'occupations lombardes sont dévastées, les survivants lombards dispersés. Cependant, Guillaume laisse la vie sauve à Roger et Tancrède mais ils sont 
condamnés à la mise au ban : ils doivent quitter le royaume avec d'autres seigneurs rebelles et se rendront certains à Byzance, d'autres en Terre sainte.
Roger Sclavo, comme Tancrède, rentra à une date incertaine après la mort du roi survenue en 1166 et il est noté encore vivant en janvier 1177.

## Sources
- Hugues Falcand, Histoire des Tyrans de Sicile (1154-1169)
- Romuald Guarna de Salerne